# Rajd Féminin Paris – Saint Raphael 1973
Rajd Féminin Paris – Saint-Raphaël 1973 (31. Rallye Féminin Paris - Saint-Raphaël) – 31 edycja rajdu samochodowego Rallye Féminin Paris – Saint-Raphaël rozgrywanego we Francji. Rozgrywany był od 20 do 27 maja 1973 roku. Była to dziesiąta runda Rajdowych Mistrzostw Europy w roku 1973.

## Klasyfikacja rajdu
| Miejsce                      | Kierowca                     | Pilot                        | Samochód                     | Czas                         | Strata                       |                              |
| Klasyfikacja generalna i ERC | Klasyfikacja generalna i ERC | Klasyfikacja generalna i ERC | Klasyfikacja generalna i ERC | Klasyfikacja generalna i ERC | Klasyfikacja generalna i ERC | Klasyfikacja generalna i ERC |
| ---------------------------- | ---------------------------- | ---------------------------- | ---------------------------- | ---------------------------- | ---------------------------- | ---------------------------- |
| 1.                           | Marianne Fourton             | Evelyne Vanoni               | Alpine-Renault A110          | 1:19:01                      | 0.0                          |                              |
| 2.                           | Cécile de Montgolfier        | Marie-José Hommel            | Alpine-Renault A110 1600S    | 1:20:44                      | +1:42                        |                              |
| 3.                           | Marie-Pierre Palayer         | M.F. Helly                   | Alpine-Renault A110          | 1:21:57                      | +2:55                        |                              |
| 4.                           | Christine Dacremont          | Françoise Conconi            | Fiat 124 Spider              | 1:25:16                      | +6:14                        |                              |
| 5.                           | Donatella Tominz             | Gabriella Mamolo             | Fiat 124 Abarth Spider       | 1:25:45                      | +6:43                        |                              |